# 테이킹 우드스탁

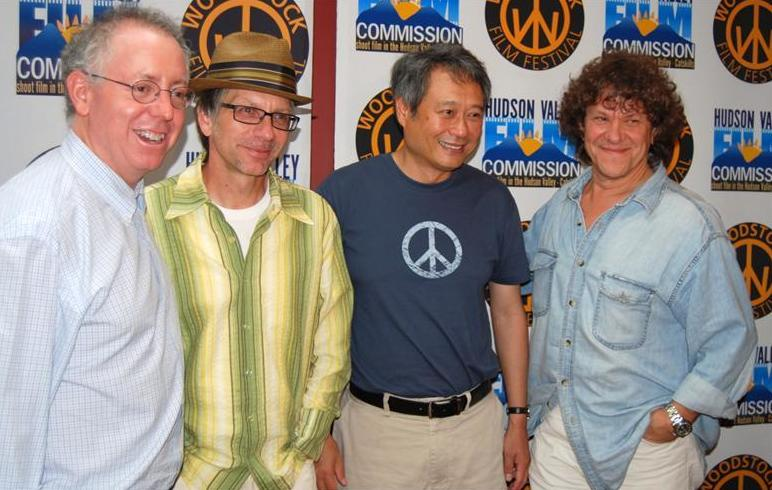
작가/제작자 제임스 셰이머스, 론 나이스와너("필라델피아" 각본가), 감독 리안, 그리고 우드스톡 페스티벌을 만든 마이클 랭

《테이킹 우드스탁》(영어: Taking Woodstock)은 미국에서 제작된 리안 감독의 2009년 역사 뮤지컬 코미디 드라마 영화이다. 디미트리 마틴, 폴 데이노 등이 출연하였고, 제임스 셰이머스 등이 제작에 참여하였다.
이 영화는 2009년 제62회 칸 영화제에서 초연되었으며 2009년 8월 26일 뉴욕과 로스앤젤레스에서 한정 개봉되었고, 전체 극장 개봉은 이틀 뒤에 이루어졌다.

## 출연
- 디미트리 마틴
- 이멜다 스탠턴
- 헨리 굿맨
- 리에브 슈라이버
- 조너선 그로프
- 유진 레비
- 에밀 허시
- 폴 데이노
- 켈리 가너
- 제프리 딘 모건
- 애덤 팰리
- 메이미 거머
- 댄 포글러
- 스카일러 애스틴
- 애덤 러페브러
- 리처드 토머스
- 케빈 체임벌린
- 캐서린 워터스턴
- 손드라 제임스
- 에드워드 히버트
- 크리스티나 커크
- 게이브리얼 선데이
- 케빈 서스먼
- 대니얼 에릭 골드
- 루이자 크라우스
- 보리스 맥가이버
- 케이틀린 피츠제럴드
- 마이클 지건
- 제임스 핸런

## 기타 제작진
- 협력 제작: 패트릭 쿠포, 데이비드 사워스
- 배역: 에이비 코프먼
- 미술: 데이비드 그로프먼
- 세트: 엘런 크리스천슨
- 의상: 조지프 G. 올리시

## 홈 미디어
DVD와 블루레이는 2009년 12월 15일 출시되었다.

## 같이 보기
- 우드스탁: 사랑과 평화의 3일